# Isolatorweg
Isolatorweg – stacja metra w Amsterdamie, położona na linii 50 (zielonej). Została otwarta 28 maja 1997. Stacja jest nasypem kolejowym w pobliżu Isolatorweg na terenie przemysłowym w zachodniej części portu w Amsterdamie. Ponieważ nie ma pobliskich obszarów mieszkalnych, stacja przyciąga stosunkowo niewielu pasażerów. Stacja ma jeden peron wyspowy. Isolatorweg to trzecia stacja metra w Amsterdamie, która nie ma schodów ruchomych.